# Neomenia microsolen
Neomenia microsolen is een Solenogastressoort uit de familie van de Neomeniidae. De wetenschappelijke naam van de soort is voor het eerst geldig gepubliceerd in 1892 door Axel Wirén.